# سائونتو
سائونتو (به اسپانیایی: Sagunto) (تلفظ:[saˈɣunto]) شهری بندری است در استان والنسیا در شرق اسپانیا با جمعیت ۶۵٬۰۰۵ نفر. این شهر در ۳۰ کیلومتری شمال والنسیا قرار دارد. در سائونتو آثار تاریخی متعددی وجود دارد.